# Trirhabda
Trirhabda is een geslacht van kevers uit de familie bladkevers (Chrysomelidae).
De wetenschappelijke naam van het geslacht werd in 1865 gepubliceerd door John Lawrence LeConte.

## Soorten
- Trirhabda adela (Blake, 1931)
- Trirhabda aenea Jacoby, 1886
- Trirhabda attenuata (Say, 1824)
- Trirhabda bacharidis (Weber, 1801)
- Trirhabda borealis (Blake, 1931)
- Trirhabda caduca (Horn, 1893)
- Trirhabda canadensis (Kirby, 1837)
- Trirhabda confusa (Blake, 1931)
- Trirhabda convergens (LeConte, 1865)
- Trirhabda diducta (Horn, 1893)
- Trirhabda dilatipennis Jacoby, 1886
- Trirhabda eriodictyonis (Fall, 1907)
- Trirhabda flavolimbata (Mannerheim, 1843)
- Trirhabda geminata (Horn, 1893)
- Trirhabda gurneyi (Blake, 1951)
- Trirhabda labrata (Fall, 1907)
- Trirhabda lewisii (Crotch, 1873)
- Trirhabda luteocincta (LeConte, 1858)
- Trirhabda majuscula (Wickham, 1914)
- Trirhabda megacephala (Wickham, 1914)
- Trirhabda neoscotiae (Blake, 1931)
- Trirhabda nigriventris (Blake, 1951)
- Trirhabda nitidicollis (LeConte, 1865)
- Trirhabda obscurovittata Jacoby, 1886
- Trirhabda pilosa (Blake, 1931)
- Trirhabda pubicollis (Blake, 1951)
- Trirhabda rugosa Jacoby, 1892
- Trirhabda schwarzi (Blake, 1951)
- Trirhabda sepulta (Wickham, 1914)
- Trirhabda sericotrachyla (Blake, 1931)
- Trirhabda sublaevicollis Jacoby, 1892
- Trirhabda tomentosa (Gmelin, 1790)
- Trirhabda tomentosa (Linnaeus, 1767)
- Trirhabda trifasciata Jacoby, 1886
- Trirhabda variabilis Jacoby, 1886
- Trirhabda vicina Jacoby, 1892
- Trirhabda virgata (LeConte, 1865)
- Trirhabda viridicyanea (Blake, 1931)